# Melanconis carthusiana
Melanconis carthusiana är en svampart som beskrevs av Tul. & C. Tul. 1856. Melanconis carthusiana ingår i släktet Melanconis och familjen Melanconidaceae.   Inga underarter finns listade i Catalogue of Life.